# ベロミュンスター
ベロミュンスター（ドイツ語: Beromünster）は、スイスのルツェルン州ズールゼー郡にある基礎自治体（ゲマインデ）。2009年1月1日にグンツヴィル (Gunzwil) を編入した。

## 歴史
1223年にvilla Beronensisの名で初めて歴史上に登場する。1333年の文献にはMünster in Ergöweと見える。1934年までは単にミュンスターと呼ばれていた。

## 地理

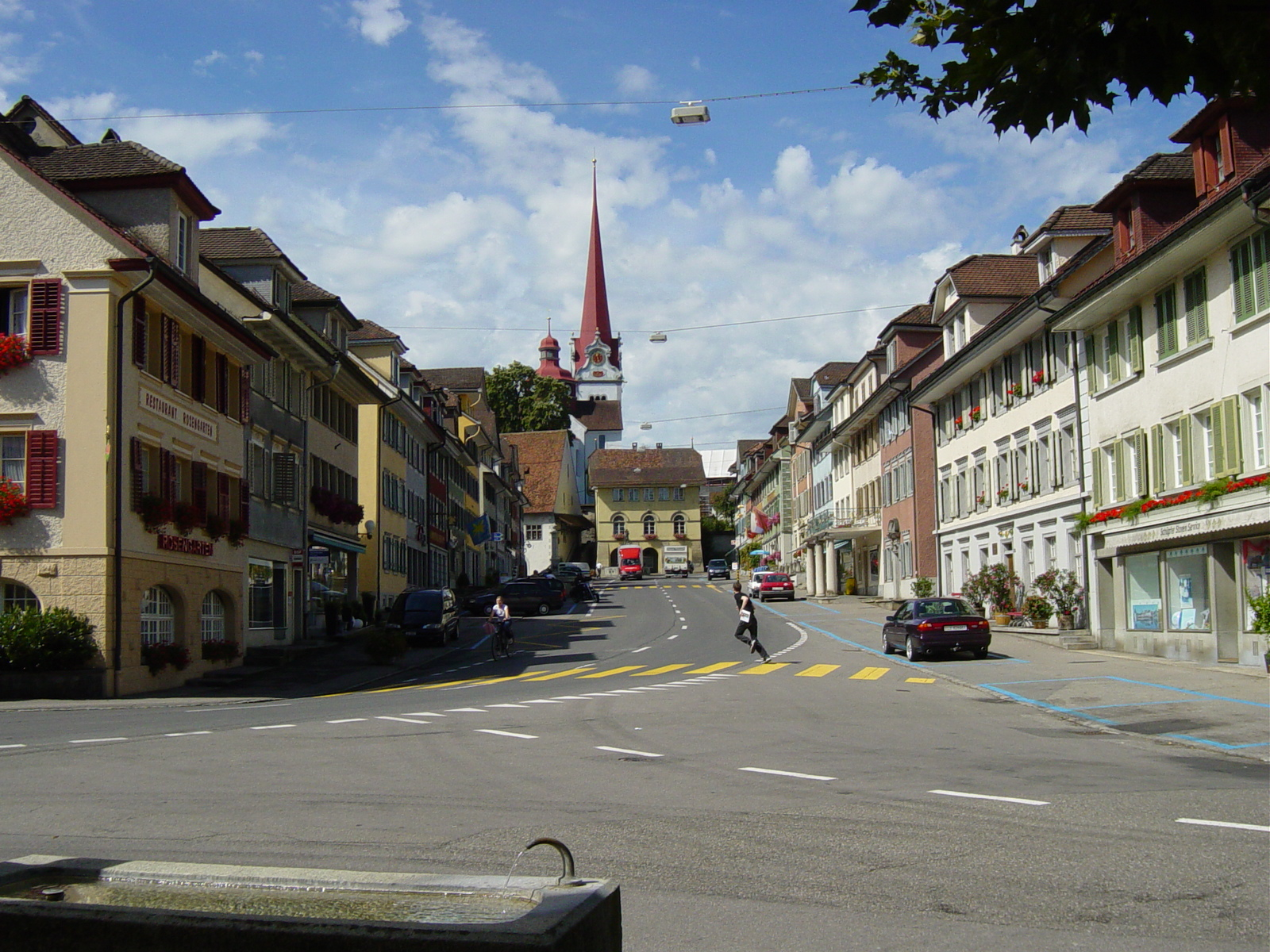
フレッケン地区

2009年の時点で総面積は6.2平方キロ。このうち64.7%が農業用地、21.1%が森林、14.1%が開拓地（人工物ないし道路）、0.2%が非生産地（河川、氷河および山岳地）となっている。1997年の測量では総面積の16.32%が森におおわれていた。より詳しい内訳は、開拓地では建物の敷地が全体の4.29%、産業用地が同0.24%、特別開発区域が同0.68%、緑地が同0.27%、交通インフラが同2.49%。非生産地では水域（河川）が全体の0.1%、非生産地が同0.03%である。
上ヴュネンタール地方に位置するこのゲマインデは、低地のフレッケン (Flecken) と丘の西斜面にある村営教会周辺の二地区に分けられる。フレッケン地区には1764年の大火の後に造成された横三列の住宅街がいまも残る。2009年1月1日にグンツヴィル (Gunzwil) を併合したため、総面積は29.35平方キロに広がった。

## 人口動態
総人口は4665人（2010年末）である。2007年の時点で、人口にしめる外国籍の割合は13.4%であった。最近十年間における人口増加率は2.1%。2000年の調査では住民の90.1%がドイツ語を、4.6%がアルバニア語を、2.1%がセルボ・クロアチア語をそれぞれ母語としている。
直近の2007年の選挙で最も票を集めたのはキリスト教民主党で、投票総数の45.9%が流れた。以下、国民党（23%）、自由民主党（19.1%）、緑の党（5.5%）の順に続いた。
世代別の住民構成は19歳以下が26.8%（1190人）、20歳から39歳が24.1%（1067人）、40歳から64歳が34.1%（1514人）、65歳から79歳が11.3%（502人）、80歳から89歳が3.1%（138人）、90歳以上が0.6%（25人）となっている。このうち、25歳から64歳の住民の約71.1%が高等教育を修了している。
2000年の調査によると、市内の1542世帯のうち25.9%にあたる400世帯が単身世帯、16.4%にあたる253世帯が5人以上の大所帯である。同年には917軒の住宅があったが、このうち248軒は住居以外の目的をも兼ねていた。これ以外の669軒の住宅の内訳は単世帯住宅が496軒、二世帯住宅が98軒、三世帯住宅が75軒。二階建て住宅は398軒、三階建ては192軒あった。一階建てはわずか40軒しかなく、残り39軒は4階建て以上の高層住宅であった。
失業率は1.18%で、2005年の時点では第一次産業の32事業所に91人が、第二次産業の38事業所に308人が、第三次産業の96事業所に709人が勤めている。2000年に女性の労働人口は全体の40.5%をしめた。
2000年の国勢調査では、住民の82.1%（3650人）がカトリック教会、7.4%（330人）がプロテスタント、1.64%（73人）がキリスト教諸派、0.04%（2人）がユダヤ教、3.71%（165人）がイスラームをそれぞれ信仰していると答えた。このいずれにも当てはまらない宗教を信ずる者も1人いた。無宗教は2.54%（113人）で、2.56%（114人）の住民は問いに答えなかった。
人口の推移
| 年     | 人口      |
| ------ | --------- |
| 1695年 | 890人ほど |
| 1798年 | 939人     |
| 1837年 | 1071人    |
| 1850年 | 1148人    |
| 1860年 | 1198人    |
| 1900年 | 973人     |
| 1950年 | 1434人    |
| 2000年 | 2358人    |

## 名所

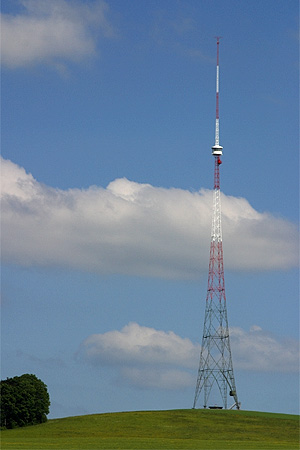
「ブローゼンベルクトゥルム」

1937年に完成した高さ150mのラジオ塔「ブローゼンベルクトゥルム」 (Blosenbergturm) がある。1470年築城のベロミュンスター城はスイスで初めて活版印刷が行われた場所のひとつである。

## 気候
年間降水量は1223ミリで、年に平均138.1日降水がある。もっとも気温の高い6月には平均13.2日に150ミリ降る。もっとも降水日が多いのは5月で、平均13.7日に126ミリ降る。一方もっとも降水が少ないのは10月で、平均13.2日に74ミリ降る。